# Weißenborn (Gleichen)
Weißenborn ist ein Ortsteil der Gemeinde Gleichen im Landkreis Göttingen in Südniedersachsen mit 200 Einwohnern (Stand: 1. Januar 2024).

## Geographische Lage

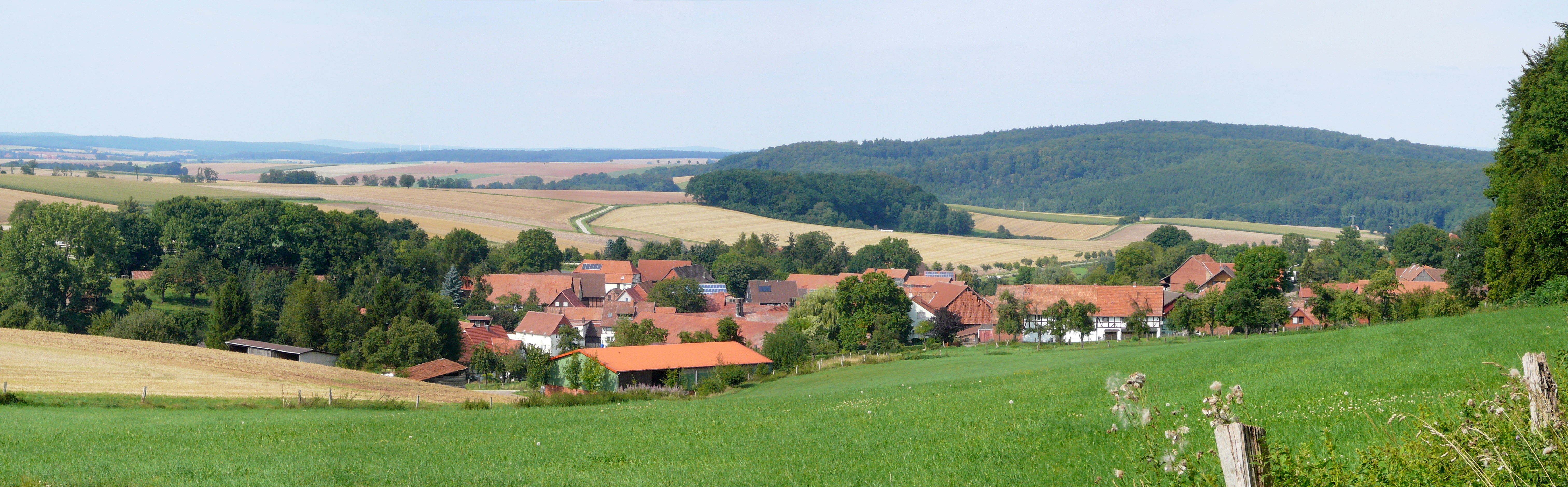
Weißenborn von Süden her gesehen (im Hintergrund rechts der Rote Uferberg)

Weißenborn liegt ungefähr 15 Kilometer südöstlich von Göttingen unmittelbar an der ehemaligen Innerdeutschen Grenze und heutigen niedersächsisch-thüringischen Landesgrenze. Die Ortslage befindet sich im oberen Gartetal in der Buntsandsteinlandschaft des Eichsfelder Hügellandes. Das Quellgebiet der Garte befindet sich im östlichen Gemeindeteil. Höchste Erhebung ist ein Muschelkalkrücken (bis 340 m) östlich und südlich des Ortes mit dem Hopfenberg. Zum Ort wird noch die nördlich gelegene kleine Ansiedlung Charlottenburg gezählt.
Nachbarorte sind die ebenfalls zur Gemeinde Gleichen gehörenden Ortsteile Bischhausen im Westen, Beienrode im Norden sowie die Eichsfelder Orte Glasehausen im Osten und Siemerode im Süden.

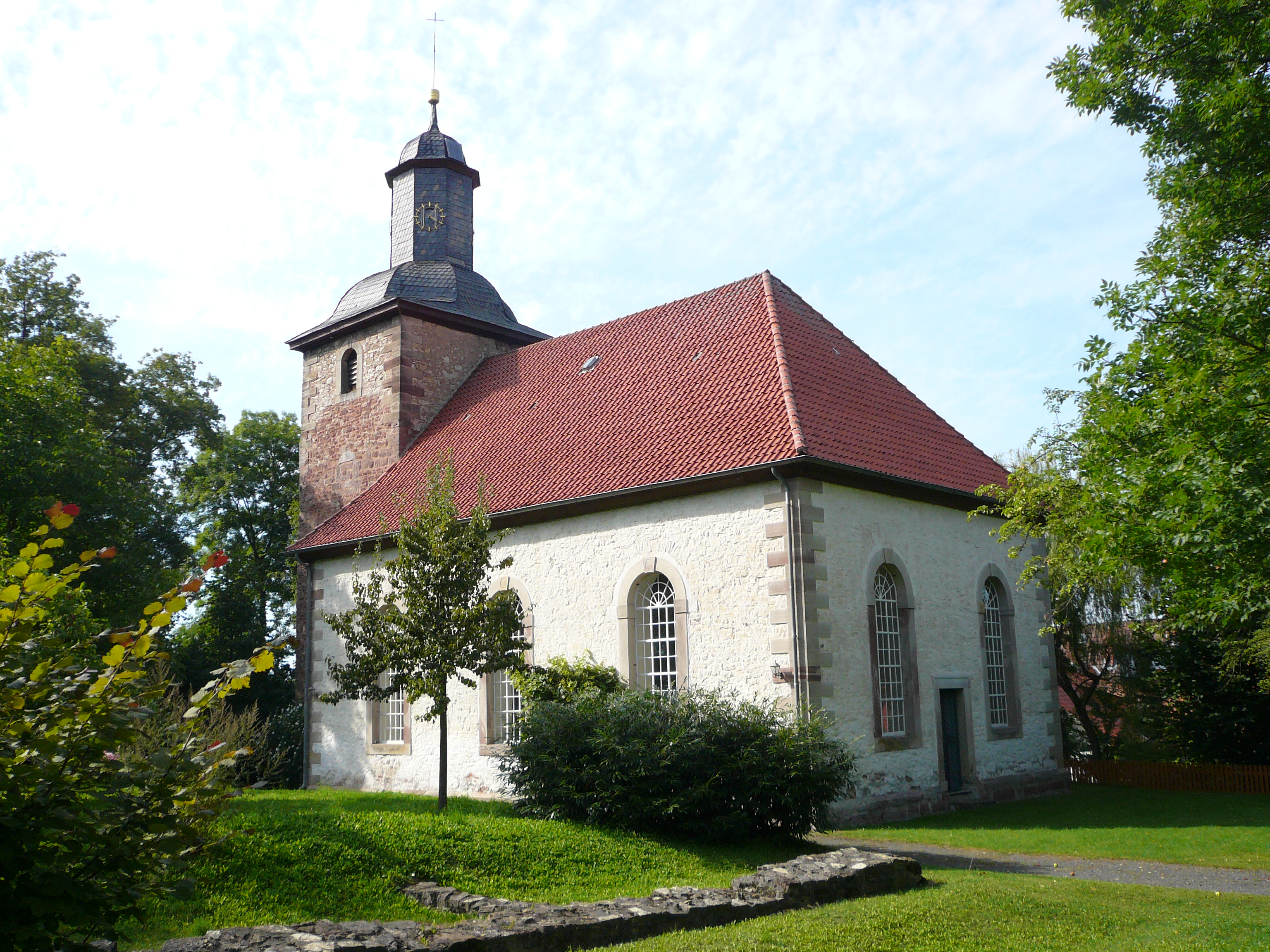
Kirche St. Nikolai

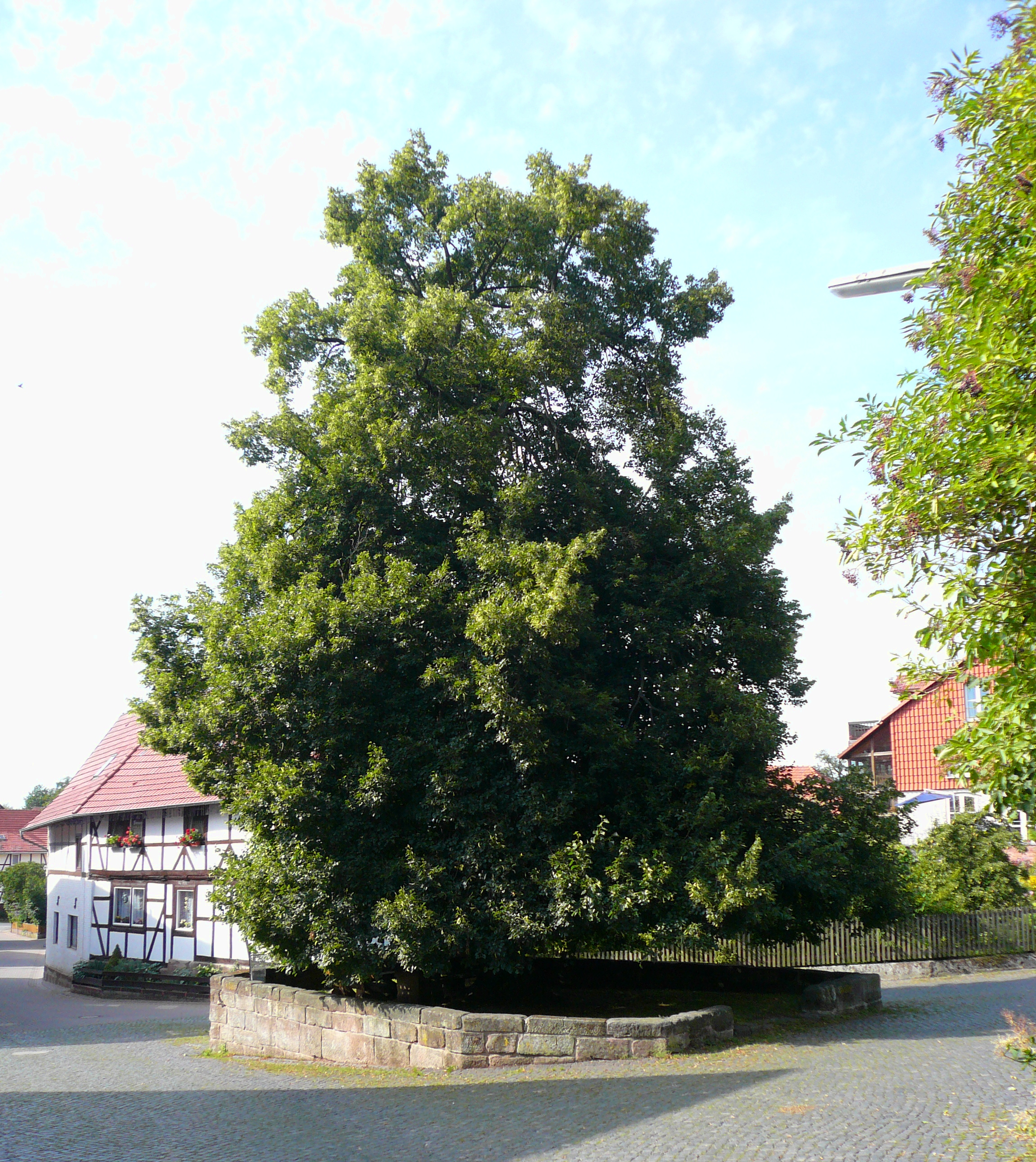
Thieplatz in Weißenborn

## Geschichte
Von 1897 bis 1931 besaß Weißenborn einen Bahnhof an der schmalspurigen Gartetalbahn.
Im Zuge der Gemeindegebietsreform wurde Weißenborn am 1. Januar 1973 ein Ortsteil der neu gebildeten Gemeinde Gleichen.

## Politik

### Ortsrat
Der Ortsrat setzt sich aus fünf Ratsfrauen und Ratsherren zusammen.
- Wählergemeinschaft Weißenborn: 5 Sitze

(Stand: Kommunalwahl am 12. September 2021)

### Ortsbürgermeister
Ortsbürgermeisterin von Weißenborn ist Gudrun Glahn.

### Wappen
| Wappen von Weißenborn | Blasonierung: „In Silber (Weiß) über einem grünen Hügel, dieser belegt mit einem aus dem Schildfuß wachsenden silbernen (weißen) Wellenpfahl, der von einer ringförmigen (in Steinen gefassten Quelle) silbernen (weißen) Mauer begrenzt ist, eine silberne (weiße) Linde.“ |
| Wappen von Weißenborn | Wappenbegründung: Das von Otto Rössler von Wildenhain entworfene Wappen wurde vom niedersächsischen Ministerium des Inneren am 16. Februar 1950 genehmigt. Es erinnert an die an einem Linden bestandenen Hang entspringende Quelle der Garte, welche im Gemeindegebiet liegt; gleichzeitig steht es redend (Weißenborn = weiße Quelle) für den Ortsnamen. Die Linde symbolisiert ferner den Ort als früheren Gerichtsplatz. |

## Sehenswürdigkeiten

### Ev. Kirche St. Nikolai

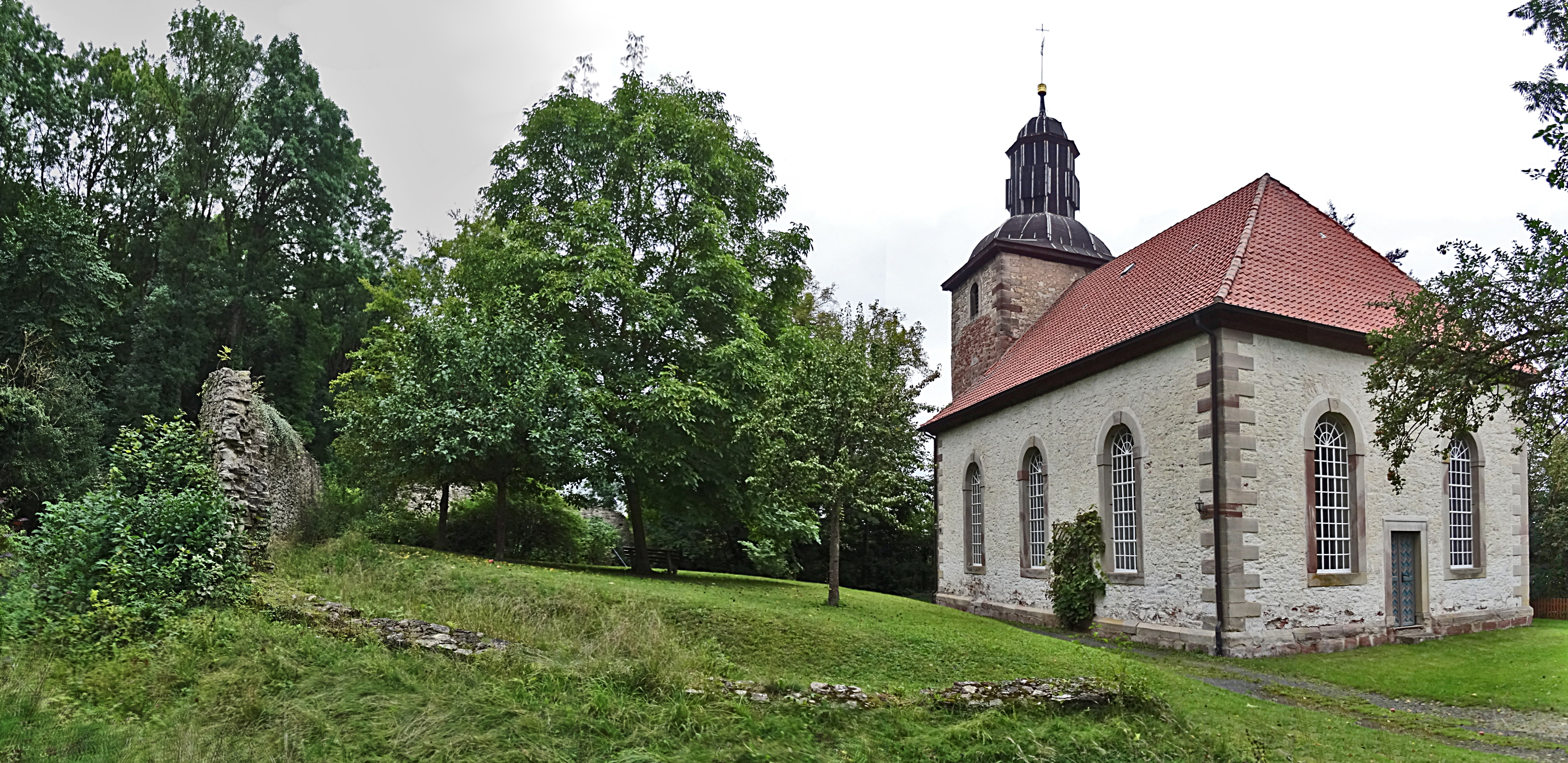
Befestigter Kirchhof der Wehrkirche

Die evangelische Kirche St. Nikolai steht auf einer Anhöhe. Dort befindet sich auch ein befestigter Friedhof, dessen Mauer in Teilen vorhanden ist. Von der mittelalterlichen Kirche ist der Westturm erhalten. Das Portal stammt aus dem Jahr 1740. In dieser Zeit wurde auch der verputzte Bruchsteinsaal, der eine Holztonnenwölbung trägt, angefügt. Der ehemalige Kanzelaltar, bei dem der Kanzelkorb herausgetrennt ist, stammt wohl aus dem Jahr 1756. Die Kirche weist durch ihre Lage auch Anzeichen einer Wehrkirche auf. So befindet sich im Süden eine ehemalige Schießscharte. Das Mauerwerk weist an Turm und Kirchenschiff eine Stärke von etwa 1,20 m bis 1,40 m auf. Das obere, 2,5 m hohe, massive Ende des Kirchturms datiert auf das Jahr 1681. Eine frühere Glocke wurde wegen des Ersten Weltkriegs 1917 für Kriegszwecke eingezogen, auf ihr befand sich die Inschrift Fuer die Gemeinde Weißenborn gegossen von Heinrich Gabel in Freienhagen 1859, als Carl Stephan Pastor, Carl Luetge Lehrer, Rohmann, Hille, Luthin und Aschoff Kirchenvorsteher waren. Die später eingesetzte Glocke enthielt die Worte JACOB-PAPPE-IN-ERFFORT-ANNO-1-6-8-0 GOS-MICH. Eine an der südlichen Seite des Innenraums der Kirche befindliche Inschrift deutet auf den Fall der Südwand im Jahr 1681 hin und die Verpflichtung von Karl und Friedrich Goertz, das Gotteshaus mithilfe von zwei anderen wieder aufzubauen.
- Der Thieplatz in der Dorfmitte.
- Südlich an der ehemaligen Innerdeutschen Grenze wurden aus Dank an die Grenzöffnung 1990 ein Bildstock und ein Gedenkstein errichtet.